# システマステークス
システマステークス（Sistema Stakes）はニュージーランドのエラズリー競馬場で開催される芝1200メートルの競馬の競走である。グループ制ではG1に類される。出走条件は2歳馬。2016年まで「ダイヤモンドステークス」の名称で開催されていた。
毎年3月上旬に施行され、ニュージーランドの最強2歳馬決定戦といった性格を持つ。過去に15度、牝馬の優勝例がある。

## 歴代優勝馬
- 2000年 - Winged Foot
- 2001年 - Kapiston
- 2002年 - Grout
- 2003年 - Maroofity
- 2004年 - Iflooxcouldkill
- 2005年 - Mi Jubilee
- 2006年 - Jokers Wild
- 2007年 - Alamosa
- 2008年 - Fully Fledged
- 2009年 - Kaaptan
- 2010年 - Banchee
- 2011年 - Anabandana
- 2012年 - Warhorse
- 2013年 - Ruud Awakening
- 2014年 - Vespa
- 2015年 - Dal Cielo[1]
- 2016年 - Heroic Valour[2]
- 2017年 - Summer Passage[3]
- 2018年 - Sword Of Osman[4]
- 2019年 - Yourdeel[5]
- 2020年 - Cool Aza Beel[6]
- 2021年 - Sword Of State[7]
- 2022年 - Lickety Split[8]
- 2023年 - Ulanova[9][注釈 1]
- 2024年 - Velocious[10]
- 2025年 - Return To Conquer[11]